# Peitsche
Eine Peitsche ist je nach Typ ein Gerät zum Schlagen, eine Schlagwaffe, ein Sportgerät, ein Kommunikationsmittel, ein Perkussionsinstrument oder ein Spielzeug, das aus einem schmalen Lederriemen oder Strick an einem mehr oder weniger langen Stiel besteht.

## Aufbau und Verwendung
Der Griff einer Peitsche heißt Peitschenstiel, Stock oder Knauf. Der Strick oder Riemen wird Peitschenschnur oder Schlag genannt. Der Faden am äußersten Ende der Schnur heißt Treibschnur, Schmitze, Schnäpper oder Knallschnur. In der Schweiz ist auch die Bezeichnung Zwick üblich.
Die Peitsche wird unter anderem zum Berühren (Touchieren) mit Stock oder Schlag verwendet. Es kann sowohl mit dem Schlag als auch mit dem Stock geschlagen werden. Auch ist es möglich, die Peitsche zu werfen. Außerdem findet sie Anwendung zum Erzeugen von Geräuschen – wie Zischen oder Knallen – oder von optischen Signalen.
Verschiedene Peitschentypen dienten lange Zeit als Folter- oder Bestrafungsinstrument (siehe Staupenschlag), daher rührt ihre Verwendung im BDSM-Bereich.
Häufig dienen Peitschen als Kommunikationsmittel für die Dressur und Ausbildung von Tieren, beispielsweise Pferden und Zirkustieren.
Die kunstfertige Handhabung von Peitschen wird als Sport betrieben, ist Bestandteil des Brauchtums und ein Teilbereich der Artistik. Peitschen dienen auch als Spielzeug, beispielsweise beim Peitschenkreisel.
Peitschenmacher war früher im Handwerk ein dreijähriger Lehrberuf.

## Kinematik des Peitschenschlages
Das Ende einer Peitsche kann, bei korrektem Schlag, auf Überschallgeschwindigkeit beschleunigt werden, was den „Peitschenknall“ hervorruft. Der Knall resultiert aus der Bildung einer Schlaufe, welche sich mit steigender Geschwindigkeit auf das Peitschenende zubewegt und dabei, beim Öffnen am Ende der Schnur, die Schallgeschwindigkeit überschreitet. Genauer wurde das theoretisch durch die Mathematiker Goriely und McMillen in den 2000er Jahren untersucht.
Dass der Peitschenknall aus Stoßwellen (Machscher Kegel) und der Überschallgeschwindigkeit der Peitsche resultiert, vermutete schon Otto Lummer 1905, und wurde 1927 durch den Franzosen Z. Carrière nachgewiesen. Mit digitaler Hochgeschwindigkeitsfotografie stellten Peter Krehl, Stephan Engemanner und Dieter Schwenkel 1998 fest, dass die Schnur an ihrem Ende zum Zeitpunkt des Peitschenknalls etwa doppelte Schallgeschwindigkeit erreicht und eine Endbeschleunigung in der Größenordnung der 50.000-fachen Erdbeschleunigung. Der Berliner Mechanikprofessor István Szabó beschrieb die Peitschenbewegung schon in den 1950er Jahren in seinen Vorlesungen über technische Mechanik, wobei er zunächst eine solche Peitsche knallen ließ und anschließend die zur Erklärung notwendigen Gleichungen an die Tafel schrieb. Die mechanische Behandlung veröffentlichte aber schon 1949 Richard Grammel.

### Mechanische Zusammenhänge
Am unteren Punkt der Bewegungskurve wird die Schlagbewegung plötzlich gestoppt. Die Peitschenschnur vom Griffende bis zum Umlenkungspunkt der Schlaufe ist gestreckt und weitgehend in Ruhe. Die Peitschenschnur strebt wegen der Fliehkräfte zur vollständigen Streckung. Aus diesem Grund bewegt sich die Schlaufe axial vom Griff fort und die Restschnur oberhalb der Schlaufe wird immer kleiner.
Bei der Betrachtung der kinetischen Energie der Peitsche kann diese Bewegung des Peitschenendes relativ zum Griff von der Bewegung des Schwerpunkts der Peitsche entkoppelt werden; sie sind unabhängig voneinander. Aus diesem Grund gilt für beide Bewegungen unabhängig voneinander der Energieerhaltungssatz. Bezeichne {\displaystyle {\dot {\xi }}} die Relativgeschwindigkeit und {\displaystyle \mu } die reduzierte Masse der Peitsche, nimmt die kinetische Energie der Relativbewegung die bekannte Form
{\displaystyle E_{\mathrm {kin,rel} }={\frac {1}{2}}\mu {\dot {\xi }}^{2}}
an. Die reduzierte Masse der Peitsche kann durch die Masse der Restschnur {\displaystyle m}, und die Gesamtmasse der Peitsche {\displaystyle M} wie folgt ausgedrückt werden:
{\displaystyle \mu ={\frac {m(M-m)}{M}}}
Da die Masse der Restschnur proportional zu ihrer Länge ist, geht die reduzierte Masse gegen Null. Aufgrund der Energieerhaltung muss {\displaystyle {\dot {\xi }}} deswegen gegen Unendlich gehen und durchbricht die Schallmauer. In der Praxis ist die Maximalgeschwindigkeit des Schnurendes und der Schlaufe durch innere und äußere Reibungsverluste begrenzt.

## Peitschentypen
Schlaggerät und Schlagwaffe

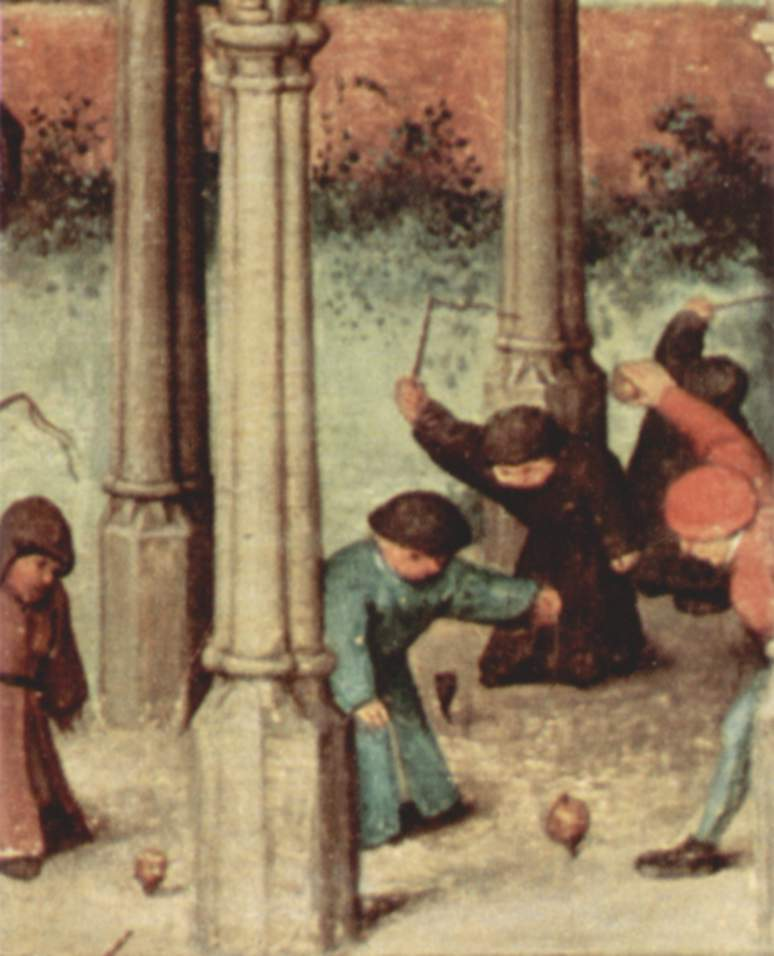
Kinder mit Peitschenkreiseln

- Geißel im eigentlichen Sinne: aus einem Stiel mit mehreren Riemen oder Schnüren, die zur Züchtigung diente. Die Geißel hat an den Enden Knoten oder Gewichte aus Metall, die meist mit Widerhaken versehen sind, so dass sie die Haut des Gegeißelten stark verletzen (siehe Flagellanten)
- Eine neunschwänzige Katze ist eine Riemenpeitsche mit neun geflochtenen Tauenden. Sie diente zum Beispiel zur Züchtigung in der Seefahrt.
- Die Klopfpeitsche oder Riemenpeitsche wurde im deutschsprachigen Raum bis in die 1970er Jahre hinein zur Züchtigung von Kindern und Jugendlichen genutzt, die mehrriemige Peitsche galt als besonders schmerzhaft. In Frankreich ist sie als Martinet bekannt.
- Die Tawse wurde in Schottland häufig an Schulen statt des englischen Rohrstocks benutzt.

Arbeitsgeräte
- Bullenpeitsche: Eine einschwänzige Peitsche (Singletail). Es wird im Englischen genauer unterschieden zwischen der Bullwhip mit starrem Griff und der Snakewhip mit biegsamem Griff. Snakewhips können aufgerollt und damit leichter verstaut werden. Sie zählen zum Handwerkszeug von Cowboys.
- australische Stockpeitsche
- Tretsche
- Wengerter-Peitsche: Arbeitsgerät von Weinberghütern

Kommunikationsmittel

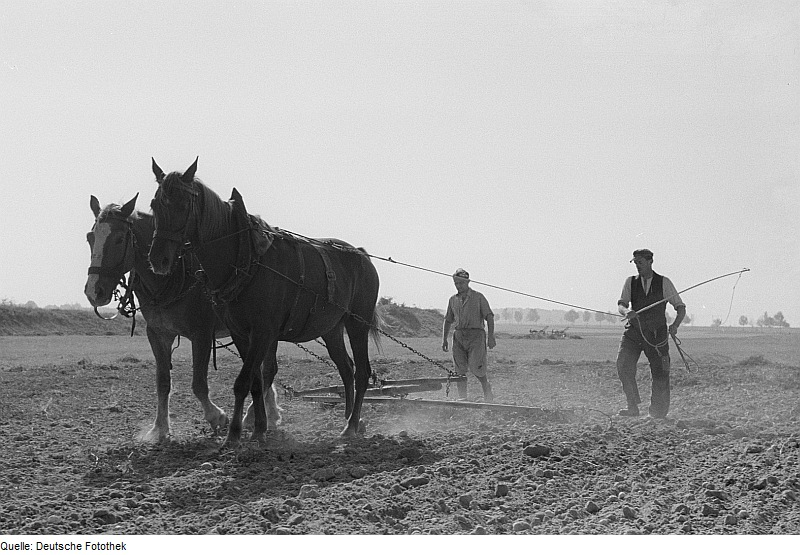
Eggen mit Stockpeitsche

- Fahrpeitsche (Stock- oder Bogenpeitsche)
- Voltigierpeitsche
- Longierpeitsche
- Hetzpeitsche
- Signalpeitschen für Schlittenhunderennen

Sportgerät oder Bestandteil des Brauchtums
- Karbatsche
- Goaßl, die Peitsche beim Aperschnalzen – oft mit Schnäpper am Ende
- Innerschweizer Geißel[11]
- Chlausgeissel[12]
- Peitschenkreisel oder Dildop
- 9-Teile-Peitsche Waffe für asiatischen Kampfsport
- Stecken – peitschenähnlicher Schläger für die Schweizer Nationalsportart Hornussen

## Wortherkunft

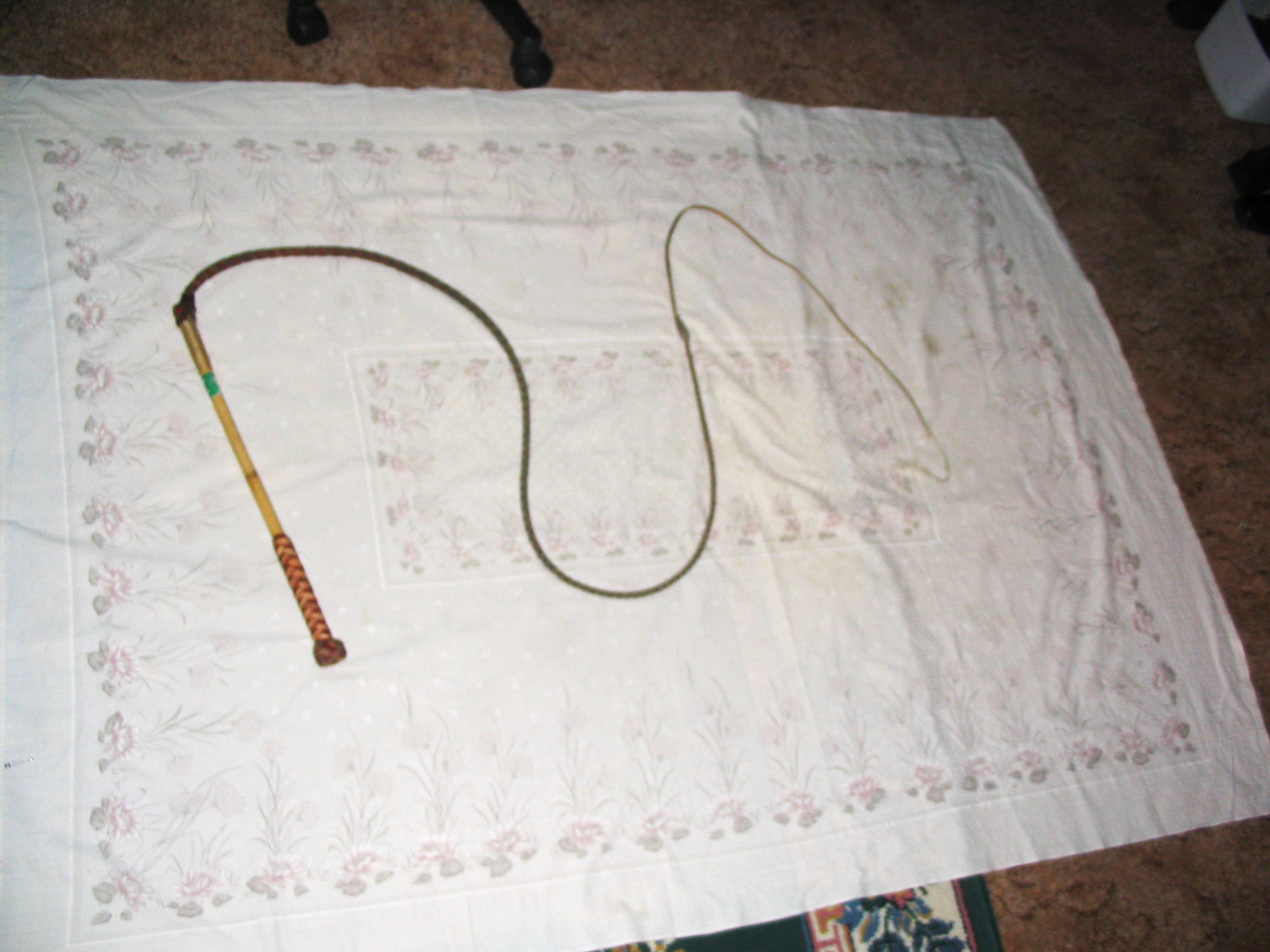
Eine australische Stockpeitsche.

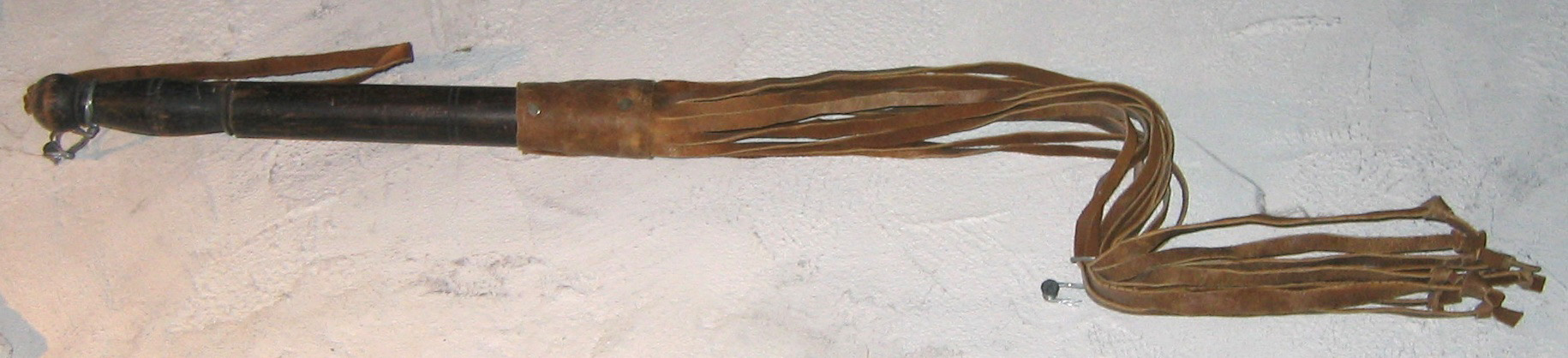
Neunschwänzige Katze im Foltermuseum in Freiburg im Breisgau.

Das Wort ‚Peitsche‘ ist kein ursprünglich deutsches Wort, es wurde im 14. Jahrhundert aus dem Westslawischen entlehnt, siehe das polnische Wort für Peitsche bicz (lies: bitsch), das wiederum auf das urslawische biti (schlagen) zurückverfolgt werden kann, das selbst wohl auf der indogermanischen Wortwurzel *bhau (schlagen) basiert. Siehe auch englisch to beat (schlagen, besiegen) oder altertümlich deutsch Bäuschel (schwerer Hammer) von germanisch *bautan  (schlagen).
Das Wort Peitsche hat im Sprachgebrauch weitgehend das ursprüngliche Wort Geißel verdrängt, das heute im Hochdeutschen nur noch in der Bedeutung Züchtigungsinstrument und übertragen im Sinne von Strafe verwendet wird. Im Bairischen wird die Peitsche als Goaßl, das Peitschenknallen als Goaßlschnalzen bezeichnet. Im Schweizerdeutschen ist das Wort Geissel gebräuchlich und es gibt „Geißelchlöpfer“-Vereine.
Das deutsche Wort ‚Knute‘ ist über Umwege mit dem Wort Knoten verwandt und wurde indirekt über das russische knut (Knotenpeitsche) aus dem altnordischen knútr (der Knoten) entlehnt, das in die Gruppe jener indogermanischen Wörtstämme fällt, die mit dem Anlaut kn- eine Verdickung oder Verengung ausdrücken (Vgl. deutsch: Knolle, Knochen, Knopf, Knie, Knauf, kneifen, kneten, knutschen, knapp usw.).
‚Geißel‘ findet sich schon ahd. kaisala, geisila, geisla. Nach Grimm ist es ursprünglich nur der Stiel selbst, weil es sich auch für einfache Hütestöcke findet. Der Übergang auf die Bedeutung ‚Peitsche‘ dürfte in der Zeit der Entlehnung des zweiteren Worts stammen. Bei Grimm ist die Schreibung Geisel ohne »sz« (bzw. heute »ß«) noch das Lemma.
Das Wort Peitsche ist Bestandteil der Redewendung „mit Zuckerbrot und Peitsche“. Der Begriff Peitscheneffekt ist in der Biomechanik und in den Wirtschaftswissenschaften gebräuchlich.

## Peitschen im Pferdesport
Im Umgang mit Pferden, beim Fahren, Longieren, Voltigieren, bei der Bodenarbeit und Doppellongenarbeit, dient die Peitsche der differenzierten Hilfengebung, also der Kommunikation mit dem Tier. Im Gegensatz zu anderen Verwendungen wird die Peitsche im Pferdesport nicht eingesetzt, um Schmerz zuzufügen, da das Pferd sonst Angst vor der Peitsche hätte und nicht mehr angemessen reagieren würde. Beim Reiten werden in der Regel keine Peitschen, sondern Gerten verwendet.

### Bodenarbeit
Bei der Bodenarbeit und zirzensischen Lektionen werden nicht nur Gerten, sondern auch kurze Peitschen als Armverlängerung eingesetzt. Diese haben meist einen festen, wenig biegsamen kurzen Stock und einen rund 1,8 m langen weichen Lederschlag und werden als Stick bezeichnet.

### Voltigieren
Beim Voltigieren geht das Pferd auf einem Kreis von mindestens 18 m Durchmesser, was einem Radius von mindestens 9 m entspricht. Der Longenführer befindet sich im Mittelpunkt des Zirkels. Voltigierpeitschen haben meist einen 3 m langen Teleskop-Stock und einen 3 m bis 4,5 m langen Schlag. Eine Peitschenlänge von 7,5 m genügt zusammen mit der Armlänge gerade, um das Pferd zu erreichen. Ein längerer Stock macht die Peitsche trotz Teleskopstock unhandlich, ein längerer Schlag verwickelt sich leichter. Der Teleskopstock ist aus dünnem, leichtem, verstärktem Kunststoff-Material (meist GFK), damit die Peitsche im Verlauf der Voltigierstunde für den Longenführer nicht zu schwer wird. Der Schlag ist meistens aus Leder. Am Ende des Schlages ist ein dünner Baumwollfaden als Knallschnur angebracht. Stock und Schlag sind meistens weiß, damit das Pferd die Peitsche gut sehen kann. Die Peitsche wird während des Longierens normalerweise nach schräg oben gehalten, so dass die Voltigierer unter der Peitsche hindurch an der Longe entlang zum Pferd laufen können. Der Schlag liegt nicht andauernd auf dem Boden, da sonst die Voltigierer versehentlich über den Schlag stolpern können.
Peitschenhilfen müssen überlegt eingesetzt werden, damit sie das Pferd nicht zu Taktfehlern veranlassen, die Punktabzug bringen und Stürze der Voltigierer verursachen können. Es muss sehr präzise gezielt werden, da sonst versehentlich die Voltigierer getroffen werden können. Es gibt treibende, verwahrende und hinausweisende Peitschenhilfen.
treibende Peitschenhilfen
1. optisch Die Peitsche abgesenkt und zeigt auf die Sprunggelenke des Pferdes, auch Auf- und Abbewegung möglich.
2. akustisch Schlag von oben zischend hinter das Pferd werfen
3. touchierend Das innere Hinterbein im Augenblick des Abfußens mit dem Peitschenschlag treffen.

Hinausweisende Peitschenhilfen
1. kleine hinausweisende Peitschenhilfe Wenn das Pferd die Longe nicht korrekt anspannt, sondern in den Zirkel hereinkommt, dann wird die hinausweisende Peitschenhilfe eingesetzt, indem man mit der abgesenkten Peitsche auf die Schulter des Pferdes zeigt und eine Stimmhilfe (z. B. „raus“) gibt.
2. große hinausweisende Peitschenhilfe Mit der Peitsche vor die Nase des Pferdes zeigen. Die große hinausweisende Peitschenhilfe muss vorsichtig und zielsicher eingesetzt werden, da sie sonst Taktfehler verursacht. Es darf unter keinen Umständen, auch nicht versehentlich, der Pferdekopf berührt werden.

verwahrende Peitschenhilfe
1. verwahrend Peitsche nach hinten führen, weg aus dem Gesichtsfeld des Pferdes

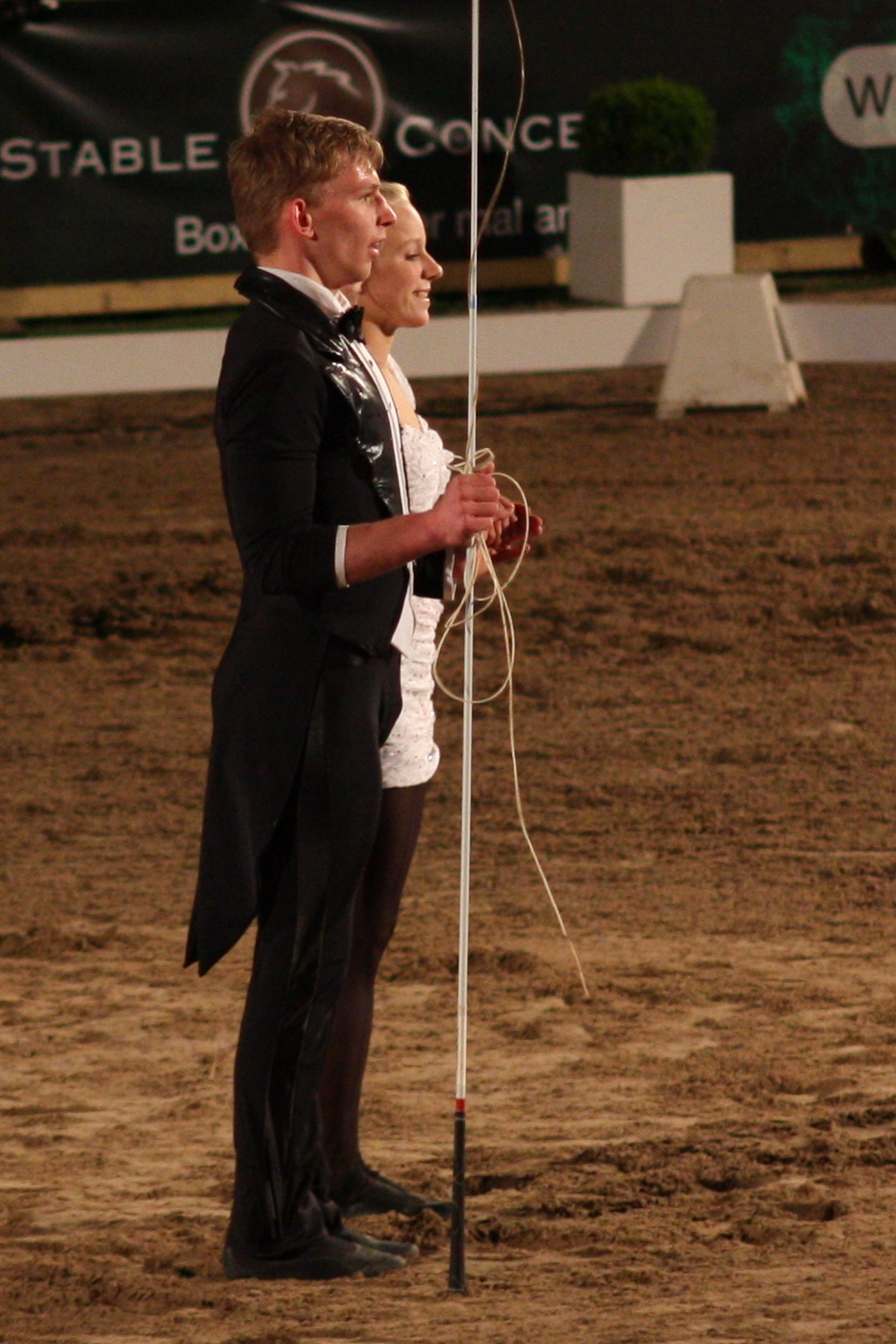
Voltigierpeitsche
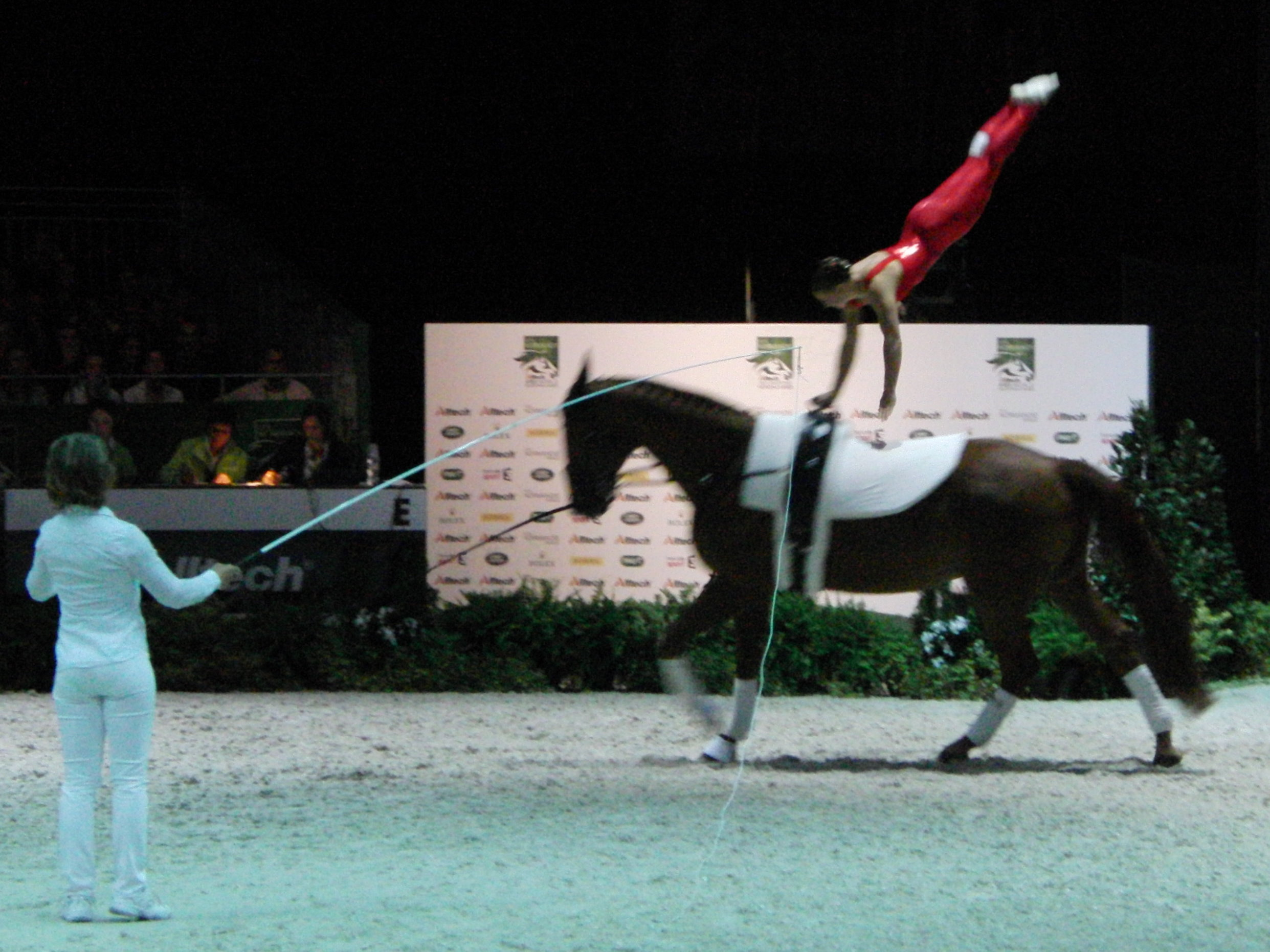
Normale Peitschenhaltung beim Voltigieren
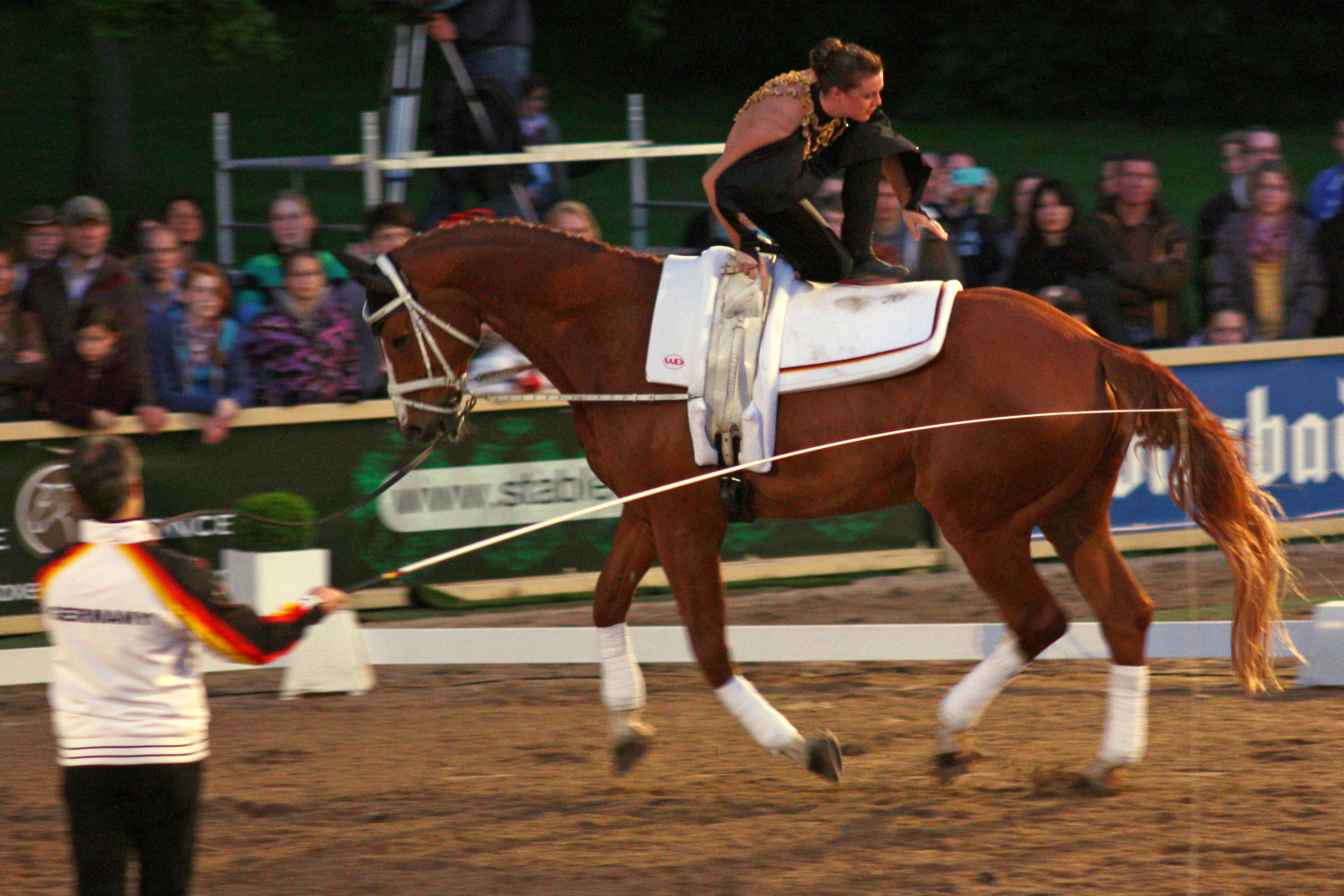
Optische Peitschenhilfe: Peitsche Richtung Sprunggelenk abgesenkt. Das Pferd versammelt sich und wölbt den Rücken auf.
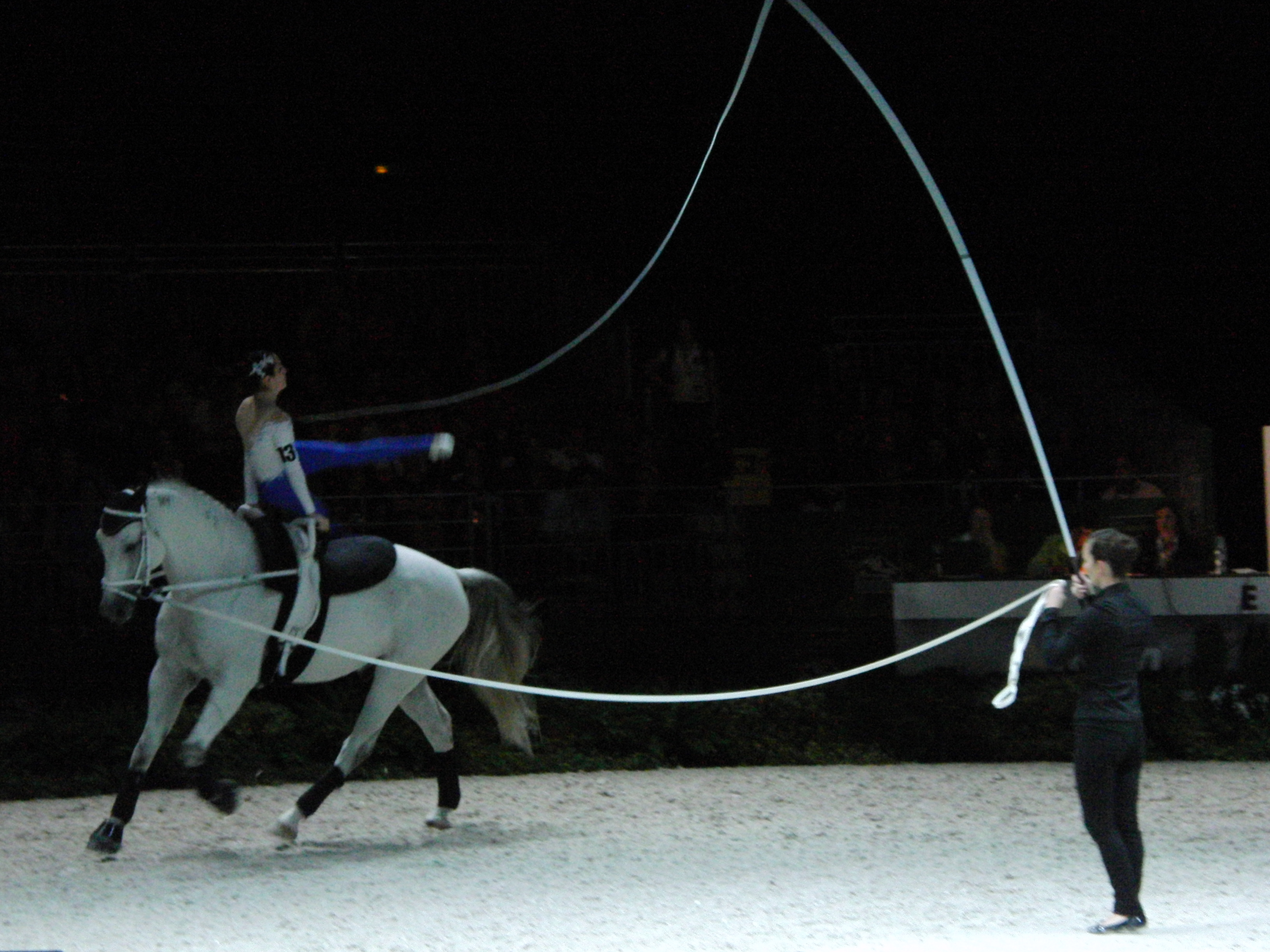
Akustische Peitschenhilfe: Dabei sollte die Voltigiererin nicht getroffen werden.
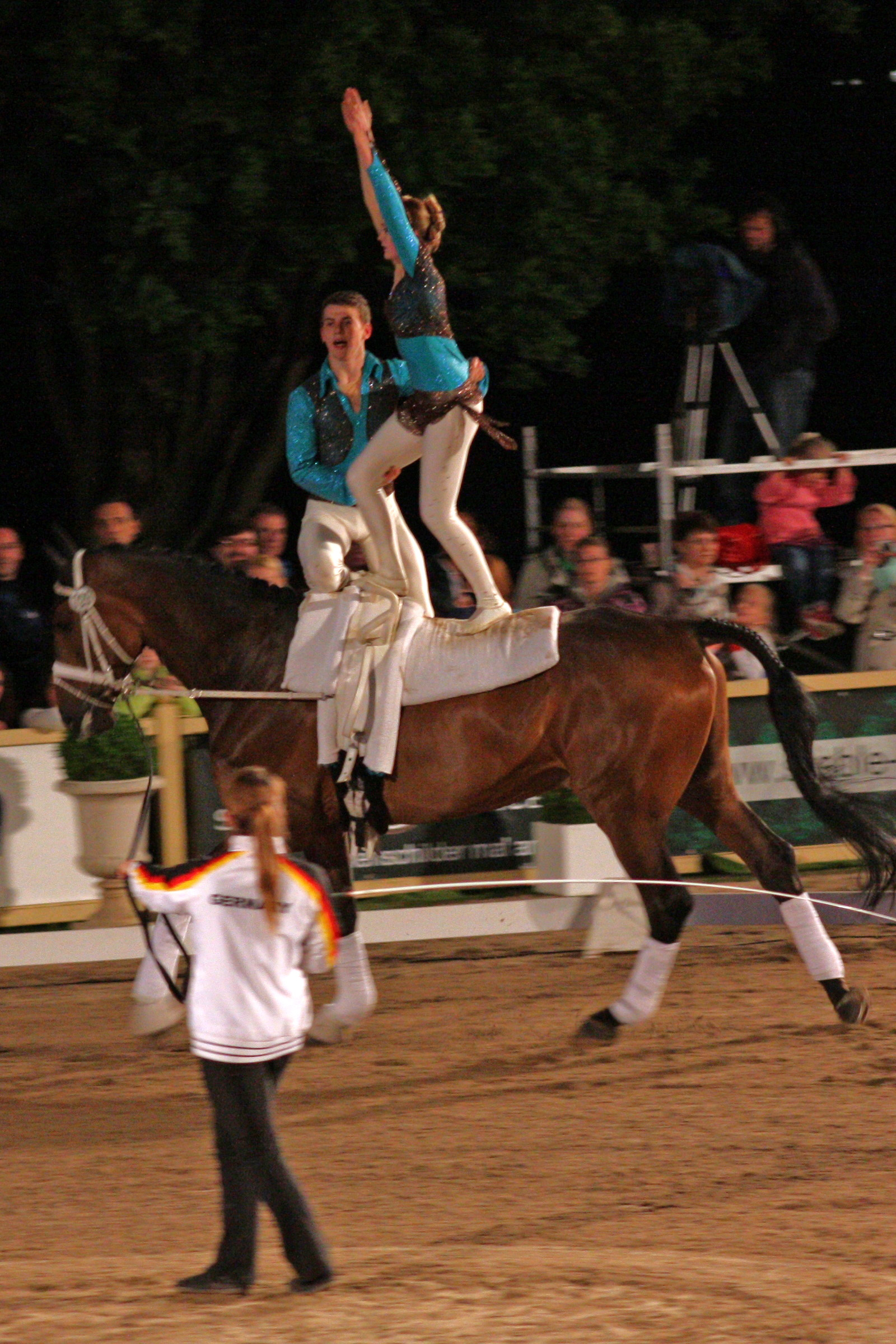
Touchierende Peitschenhilfe: Das innere Hinterbein wird im Augenblick des Abfußens von hinten getroffen.
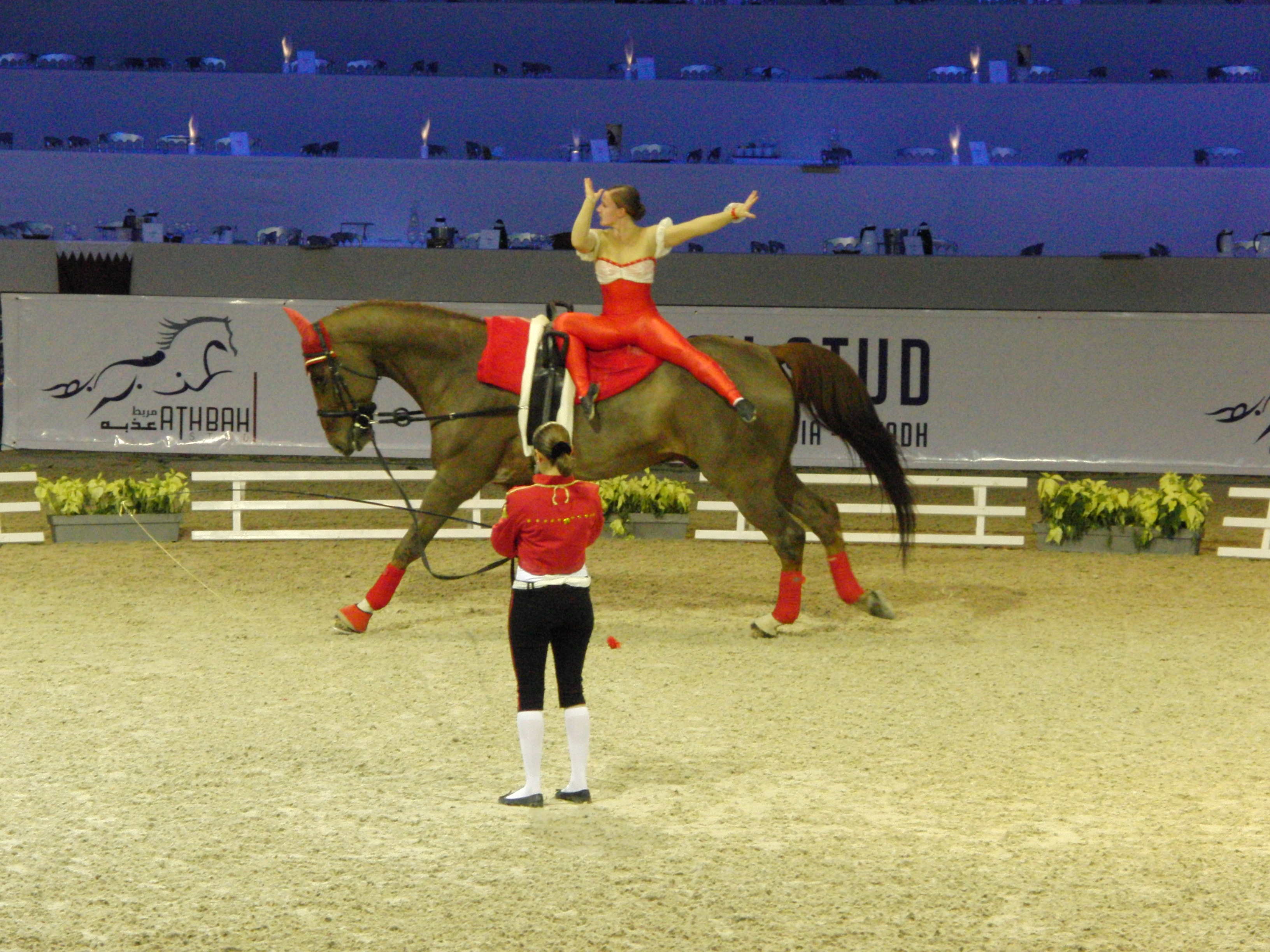
Große hinausweisende Peitschenhilfe: Das Pferd soll die Longe anspannen, aber keinen Taktfehler machen.

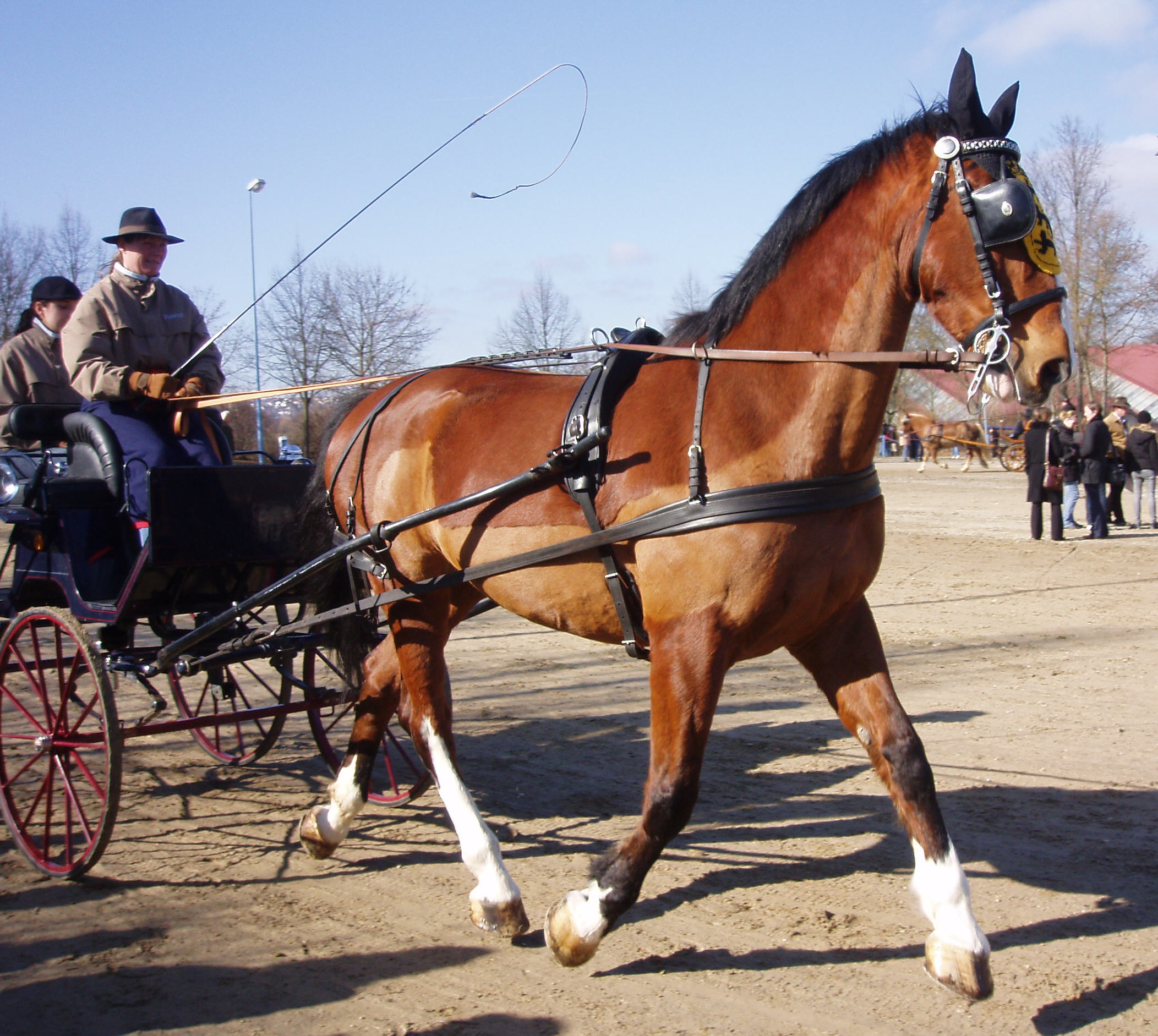
Korrekte Haltung der Bogenpeitsche

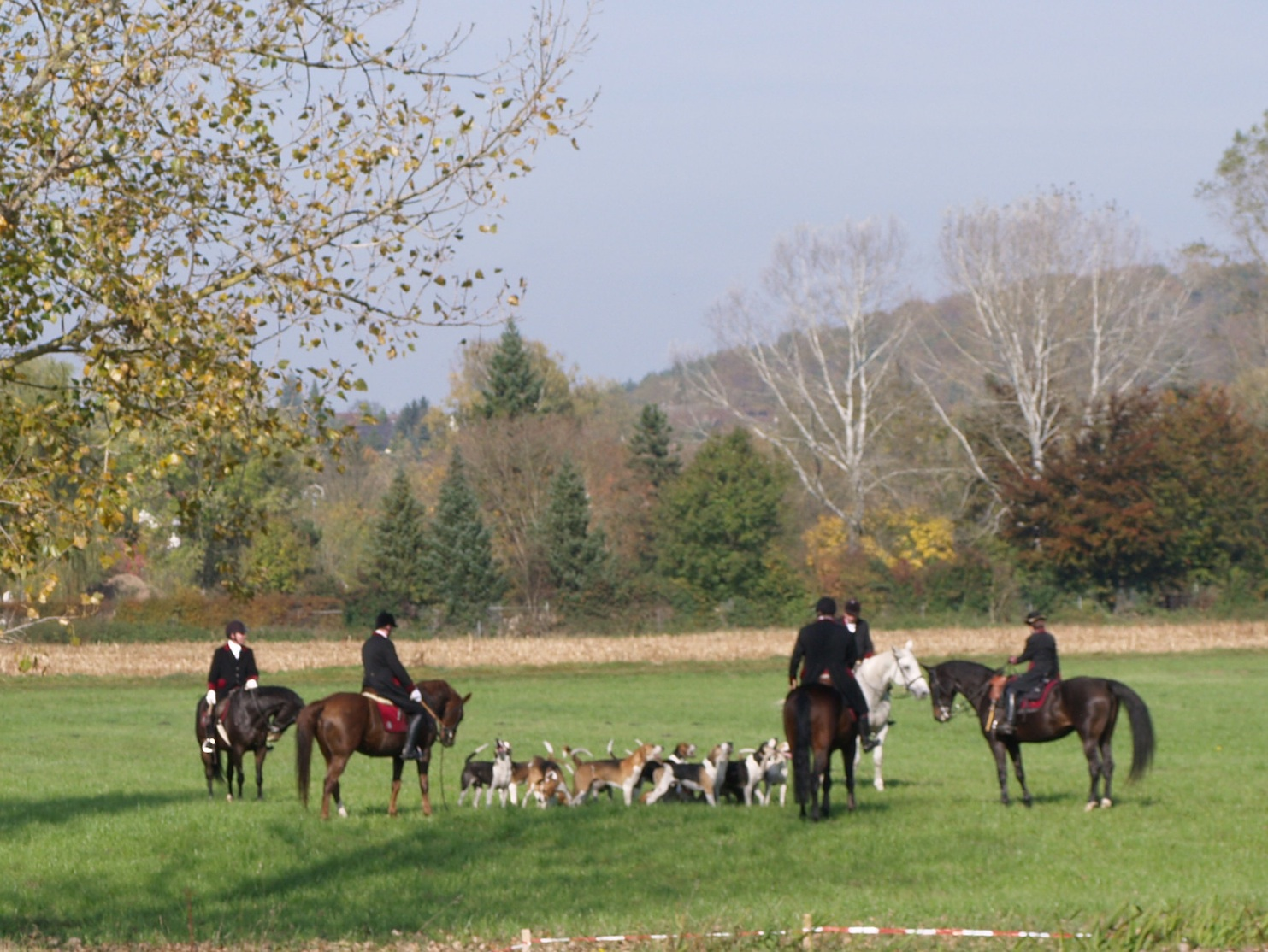
Piköre halten die Hundemeute bei einem Stopp im Kreis, indem sie die Hetzpeitschen hin und her bewegen und so einen imaginären Zaun um die Hunde bilden.

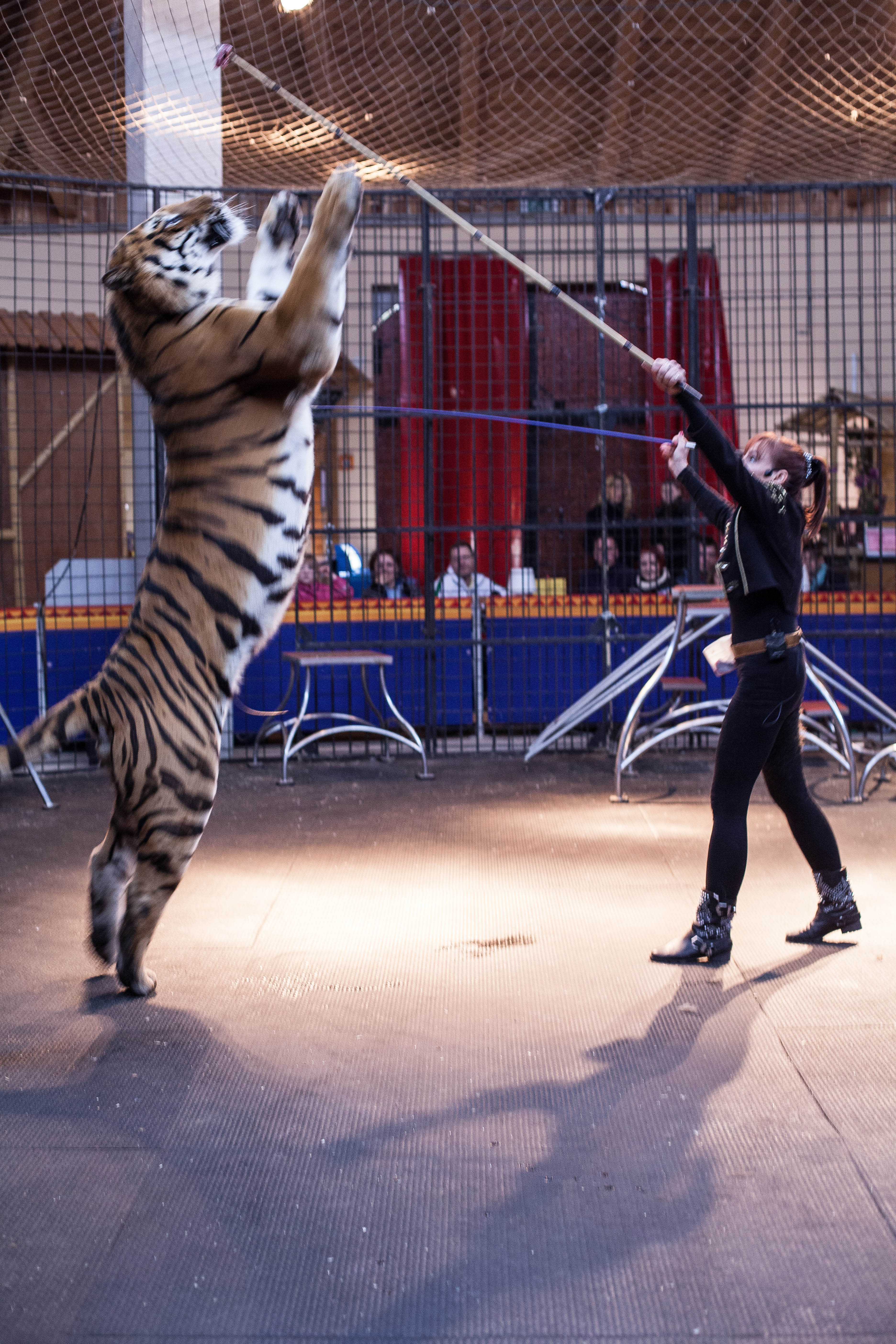
Tierausbildung

### Longieren
Beim Longieren werden prinzipiell die gleichen Peitschenhilfen wie beim Voltigieren verwendet. Es gibt dennoch Unterschiede, da die Zielsetzung unterschiedlich ist (Ausbildung von Reiter oder Pferd, Bewegung des Pferdes) und häufig kürzere, zusammensteckbare Peitschen aus Voll-Kunststoff, verwendet werden. Der Stock misst meist 1,8 m bis 2 m, der Schlag rund 2 m bis 2,5 m. Diese Peitschen sind billiger, zerbrechen weniger leicht und sind leichter zu handhaben. Nachteile sind die begrenzte Reichweite und das hohe Gewicht. Häufig ruhen Peitschenspitze und Schlag auf dem Boden und werden alle viertel oder halbe Runde nachgezogen, so dass der Stock zum Vorwärtstreiben kurz auf das Sprunggelenk zeigt. Mit einer 4,5 m langen Peitsche kann das Pferd auf einem 18-m-Zirkel nicht ohne eine störende Bewegung der Longenhand erreicht werden.

### Doppellonge
Je nachdem ob die Doppellonge zur Arbeit am langen Zügel, zum Fahren vom Boden oder für die Doppellongenarbeit ähnlich wie eine normale Longe verwendet wird, wird die Doppellonge unterschiedlich lang gefasst und entsprechend werden unterschiedlich lange Peitschen verwendet. Zur Handarbeit am langen Zügel bietet sich eine lange Gerte, zum Fahren vom Boden eine Bogenpeitsche und zum Longieren eine kurze Longierpeitsche an.

### Fahrsport
Ordnungsgemäße Peitschenhilfen beim Fahren können nur dann gegeben werden, wenn die Pferde mit Blendklappen ausgerüstet sind, da das Erheben der Peitsche von ihnen eventuell falsch interpretiert werden könnte. Ein individuelles Ansprechen der Pferde wäre nicht möglich. Die normale Peitschenhaltung beim Fahren ist „elf Uhr“, das heißt die von der rechten Hand gehaltene Peitsche zeigt nach schräg links oben, in einem Winkel, der ungefähr elf Uhr entspricht.
Je nach Anspannung werden verschiedene Peitschentypen verwendet. Zur Landanspannung (ungarische oder Jucker-Anspannung, Brustblatt) gehört die Stockpeitsche, zur Stadtanspannung (englische Anspannung, Kumt) eine Bogenpeitsche.
Es gibt fünf verschiedene Peitschenhilfen beim Fahren:
1. treibende Hilfe – bei der treibenden Peitschenhilfe legt der Fahrer die Peitschenschnur von außen an das zu treibende Pferd dicht hinter dem Kammdeckel (oder Selette) an und gibt mit den Fahrleinen nach
2. versammelnde Hilfe – während der Peitschenhilfe hinter dem Kammdeckel nimmt der Fahrer vermehrte Verbindung zu den Mäulern auf – danach wird die Hand wieder leicht
3. verwahrende Hilfe – alleinige Peitschenhilfe hinter dem Kammdeckel dient zur Korrektur von Stellung und Biegung des einzelnen Pferdes
4. strafende Hilfe – wird beim Fahren in der Regel am Bug des Pferdes gegeben, wird im deutschen Fahrsport nicht gelehrt.
5. helfende Hilfe – während des Fahrens werden lästige Insekten, zum Beispiel Bremsen, mit der Peitsche von den Pferden verscheucht. Insbesondere Pferdebremsen können Pferde so schmerzhaft stechen, dass diese unruhig werden und gefährliche Situationen entstehen können. Bremsen lassen sich auch von Insektenspray nicht immer verscheuchen, daher ist die „helfende Peitschenhilfe“ durchaus für die Fahrsicherheit von Bedeutung. Die Pferde dürfen jedoch keine schlechten Erfahrungen mit der Peitsche gemacht haben, da sie sonst die plötzliche Berührung mit der Peitsche nicht an allen Körperteilen tolerieren.

## Peitschen in der Tierausbildung
In der Tierausbildung, beispielsweise der Dressur von Zirkustieren, werden häufig Peitschen zur Kommunikation mit den Tieren eingesetzt. Außerdem werden Stöcke, beispielsweise für das Targettraining verwendet.
Bei Reitjagden verwenden die Piköre Hetzpeitschen, um die Hundemeute zu lenken. Hier dienen die Hetzpeitschen als Kommunikationsmittel mit den Hunden. Der gezielte Schlag nach dem Hund wird nur in Ausnahmefällen als ultima ratio verwendet, da sonst die Hunde Angst vor der Hetzpeitsche entwickeln und nicht mehr richtig geführt werden können.
Für Schlittenhunderennen wurden Signalpeitschen entwickelt. Sie sind so kurz, dass sie zwar knallen, die Schlittenhunde vor dem Schlitten aber nicht erreichen.

## Körperstrafe
In Europa wurde die Peitsche im Mittelalter und auch noch in der frühen Neuzeit eingesetzt, beispielsweise bei der Bamberger Tortur, im Rahmen der Leibeigenschaft oder der Disziplinierung von Schiffsmannschaften. In den USA wurden noch im 19. Jahrhundert Sklaven mit Peitschen misshandelt (Siehe: Sklaverei in den Vereinigten Staaten). Im 20. Jahrhundert wurden Peitschen weltweit in Diktaturen zur Misshandlung verhafteter oder internierter Regimegegner verwendet.
In Staaten, in denen das Recht nach der Scharia ausgelegt wird, wird die Peitsche als Züchtigungsinstrument im Strafvollzug im Rahmen der Körperstrafe verwendet. Auch werden in jenen Ländern zuerst verhängte Todesstrafen oftmals in mehrere hundert Peitschenhiebe umgewandelt, so geschehen u. a. bei Sakineh Mohammadi Ashtiani und Ashraf Fayadh.

## Selbstgeißelung

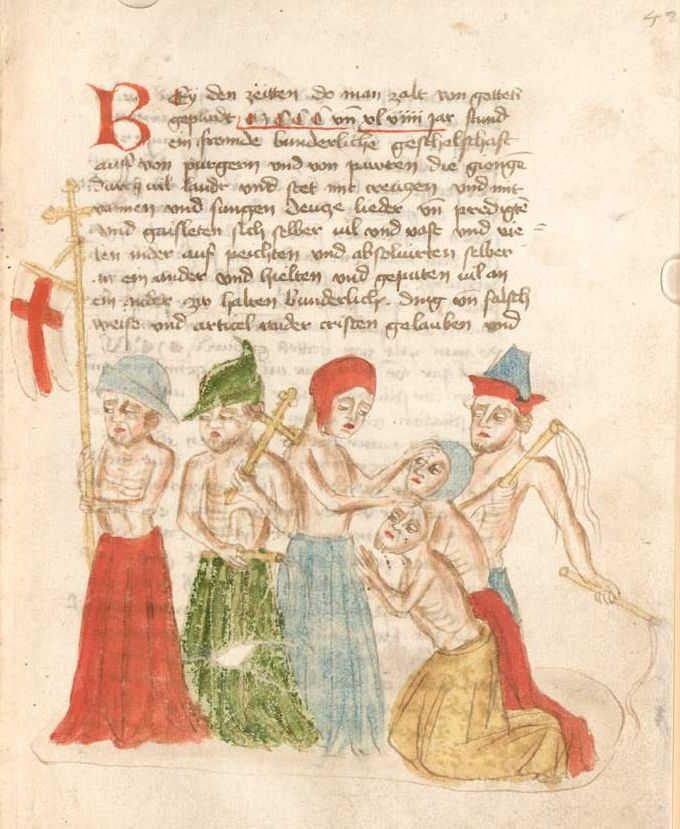
Geißlerdarstellung in der Konstanzer Weltchronik, Handschrift 15. Jahrhundert

Selbstkasteiung im Rahmen der Askese gab und gibt es in vielen Kulturen. Hinweise darauf finden sich in den alten Kulturen der Hebräer, Perser und Inder. Der italienische Benediktinereremit und Kardinal Petrus Damiani (1007–1072) war ein Vorreiter der Selbstgeißelung. Er propagierte sie als Geste der Buße, der Imitatio Christi und als spirituelles Therapeutikum zur Erregung erlahmter Gefühle. Die freiwillige Selbstgeißelung wurde seit dem elften Jahrhundert Bestandteil des christlichen Klosterlebens und breitete sich später immer mehr aus. Die Frömmigkeits- und Bussausübung – „disciplina“ genannt – gipfelte später in der Zählung der Schläge und Aufrechnung gegen die begangenen Sünden. Erst als im 14. Jahrhundert die Sekte der so genannten Kryptoflagellanten Zulauf bekam und Geißelung über die heiligen Sakramente zu stellen wagte, wurde dies als Ketzerei gewertet, die Geißlerzüge bekämpft und von der heiligen Inquisition verboten. Überbleibsel der Geißelungs-Traditionen finden sich bei den Ritualen in der Karwoche und beim Knecht Ruprecht mit seiner Rute am 6. Dezember.
Im Islam gibt es die Selbstgeißelung ebenfalls. Ein Beispiel bei den Schiiten sind die Trauer- und Bußrituale anlässlich der schiitischen Passionsspiele, insbesondere am Märtyrer-Gedenktag Aschura.

## Geißel in der Heraldik
Das Wappen der unterfränkischen Marktgemeinde Geiselwind zeigt redend eine solche.
Weitergehend siehe Geißel (Heraldik)

## Peitsche in der Medizin
Im Mittelalter wurde die Geißelung teilweise zu medizinischen Zwecken eingesetzt: „Die Geisselung erhitze und reinige das Gemüt von der depressiven Stimmung, die nach der Viersäftelehre aus einem trockenen und kühlen Temperament hervorgehe.“ Ferner wiesen damals Mediziner darauf hin, dass die Geißelung auf Gesäß und Lenden sexuell stimuliere und sie wurde daher bei ermattetem Geschlechtstrieb als Aphrodisiakum oder bei Frauen bei Fruchtbarkeitsstörungen verordnet.
Der deutsche Arzt und Professor der Medizin Johann Heinrich Meibom verfasste unter anderem 1639 eine medizinische Würdigung der Flagellation unter dem Titel Epistel über die Nützlichkeit der Geißelhiebe beim Liebesspiel. Diese Schrift entwickelte sich zum „Bestseller“ und wurde in mehrere Sprachen übersetzt, später bis in das 19. Jahrhundert hinein neu aufgelegt.

## Verwendung als Waffe
Bei chinesischen Kampfkünsten ist die Verwendung von Peitschen aus Leder und Metall als Waffe bekannt.